# SP Goudi Atenes

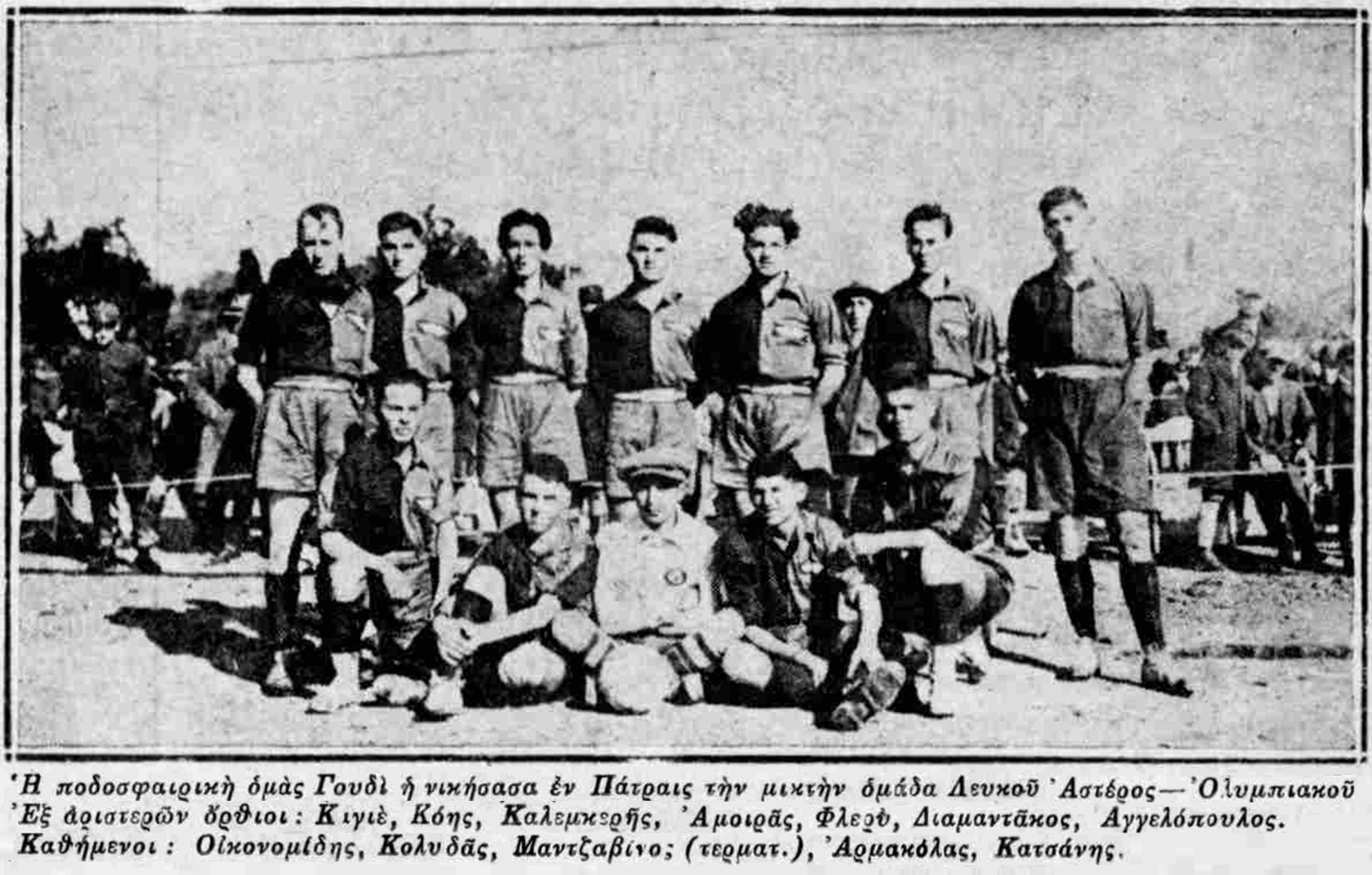
Equip el 1926.

El Sýllogos Podosfairíseo̱s Goudí o SP Goudi Atenes fou un club de futbol grec de la ciutat d'Atenes.
El club va ser fundat l'any 1906, desapareixent als anys 1940. Fou un dels clubs més destacats del futbol grec de començament de segle, campió diversos cops d'Atenes i de Grècia.

## Palmarès
- Lliga grega de futbol:
  - 1908, 1910, 1912

- Copa grega de futbol:
  - 1912

- Lliga d'Atenes:
  - 1932, 1933